# 庵田定夏
庵田定夏（日语：／ Anda Sadanatsu，1988年8月8日—），日本小說家。男性。出身於大阪府。神戶大學畢業。

## 來歷
在神戶大學就讀期間，他以作品《人心相連，前往何方》獲得了2009年第11屆enterbrain entame大獎小說部門特別獎。該作品被重新命名並修改為《心連·情結 五角青春》。並於2010年在〈Fami通文庫〉首次亮相。《心連·情結》系列於2012年7月製作成電視動畫。

## 作品列表
- 心連·情結[3]（〈Fami通文庫〉，插圖：白身魚，全11冊（正傳8冊 + 短篇集3冊））
- 伊青之春的所有（日语：アオイハルノスベテ）（〈Fami通文庫〉，插圖：白身魚，全5冊）
- 今天即使是最後一個人類（〈Fami通文庫〉，插圖：細居美惠子，已出版2冊）
- 15歲還是我老婆！書店大戰從0天婚姻關係開始（〈MF文庫J〉，已出版2冊）
- 再見了，橡果兄弟！－奇蹟的暑假－ 外傳（〈MF文庫J〉，插圖：青十紅，全1冊）

## 選集收錄作品
- （2011年7月30日 ISBN 978-4-04-727397-9 收錄）
- （2017年10月30日 ISBN 978-4-04-734747-2 收錄）

## 漫畫化
- 《心連·情結》系列（2011年—2013年，全5冊）

## 相關項目
- 日本小說家列表（日语：日本の小説家一覧）
- 科幻作家列表（日语：SF作家一覧）
- 奇科作家列表（日语：ファンタジー作家一覧）
- 輕小說作家列表（日语：ライトノベル作家一覧）